# Vanity
Vanity, właśc. Denise Katrina Matthews (ur. 4 stycznia 1959 w Niagara Falls, zm. 15 lutego 2016 w Fremont) – kanadyjska piosenkarka, autorka tekstów, tancerka, modelka i aktorka, która z czasem porzuciła się karierę muzyczną i aktorską, aby skoncentrować się na ewangelizacji.
Jej kariera estradowa trwała od wczesnych lat 80. do połowy lat 90. W latach 1981–1983 była wokalistką kobiecego trio Vanity 6. Była znana z hitu R&B / funk „Nasty Girl” z 1982. Kariera muzyczna Vanity obejmowała również dwa solowe albumy wytwórni Motown Records – Wild Animal (1984) i Skin on Skin (1986), a także piosenki – „Pretty Mess” (1984), „Mechanical Emotion” (1985), „Under the Influence” (1986) oraz „Undress” (1988) z filmu Szalony Jackson.
Miała także udaną karierę filmową, występując w filmach Ostatni smok (The Last Dragon, 1985), Ostra rozgrywka (52 Pick-Up, 1986) i Szalony Jackson (1987). W latach 80. i na początku lat 90. pojawiła się w wielu czasopismach na całym świecie.
Zmarła 15 lutego 2016 w wieku 57 lat z powodu niewydolności nerek.

## Życiorys

### Wczesne lata
Urodziła się w Niagara Falls w Ontario jako córka Helgi Senyk i Levii Jamesa Matthewsa. Jej matka była pochodzenia polskiego, niemieckiego i żydowskiego, urodziła się w Niemczech, podczas gdy jej ojciec był pochodzenia afroamerykańskiego i urodził się w Wilmington w Karolinie Północnej. Matthews miał dwie siostry, Patricię i Renay. W 1993 ujawniła Jetowi, że jej ojciec znęcał się fizycznie i słownie przez lata. Nadużycie sprawiło, że miała negatywny obraz siebie. „Przez 15 lat bardzo mnie bił. Chciałbym widzieć mojego ojca w niebie, ale nie chcę. Jest w piekle” – powiedziała.

### Kariera
Vanity zaczęła brać udział w lokalnych konkursach piękności, zanim przeprowadziła się do Toronto, gdzie podjęła pracę jako modelka. W 1977 zdobyła tytuł Miss Niagara Hospitality, a następnie w 1978 rywalizowała podczas wyborów Miss Kanady. W wieku 17 lat przeprowadziła się do Nowego Jorku, aby kontynuować karierę. Podpisała umowę z Zoli Model Agency. Ponieważ była niskiego wzrostu, jej kariera modelki była ograniczona do reklam i sesji zdjęciowych i nie obejmowała pracy na wybiegu. Wystąpiła w reklamach pasty do zębów Pearl Drops, zanim ukończyła sesję zdjęciową w Japonii.
Zadebiutowała na kinowym ekranie pod pseudonimem D.D. Winters z Benem Johnsonem i Jamie Lee Curtis w slasherze Rogera Spottiswoode Terror w pociągu (1980), który został zrealizowany w Montrealu. Następnie pojechała do Toronto, aby zagrać główną rolę w filmie klasy B Wyspa Tanyi (1980). Poznała Prince’a, kiedy była ze swoim ówczesnym partnerem Rickiem Jamesem na rozdaniu American Music Award. Dowiedziawszy się, że Vanity może śpiewać, Prince poprosił ją, aby została wokalistką grupy Vanity 6, nagrała jeden album i odniosła międzynarodowy sukces z singlem „Nasty Girl” w 1982. Następnie opuściła grupę i podpisała kontrakt z  Motown Records jako artystka solowa w 1984. W połowie lat 80. wydała dwa albumy dla Motown – Skin on Skin i Wild Animal – i odniosła niewielki sukces na amerykańskich listach pop i R&B.
Powróciła na kinowy ekran w roli Laury Charles w komediodramacie sensacyjnym Ostatni smok (The Last Dragon, 1985), jednak jej filmowa piosenka „7th Heaven” wykonana w duecie z Billem Wolferem została nominowana do Złotej Maliny jako najgorsza piosenka. Rola drugoplanowa Dorren w dramacie kryminalnym Johna Frankenheimera Ostra rozgrywka (52 Pick-Up, 1986) z Royem Scheiderem i Ann-Margret przyniosła jej nominację do nagrody Saturna. W filmie sensacyjno-przygodowym Larry’ego Cohena Złudzenie (Deadly Illusion, 1987) wystąpiła jako Rina u boku Billy’ego Dee Williamsa i Morgan Fairchild. Za rolę Sydney Ash w komedii sensacyjnej Szalony Jackson (1988) z Carlem Weathersem, Craigiem T. Nelsonem i Sharon Stone była nominowana do Złotej Maliny jako najgorsza aktorka. W kwietniu 1988 była na okładce magazynu „Playboy”.
W 2010 wydano jej autobiografię pt. Blame It On Vanity.

## Życie prywatne
Na początku 1992 została ponownie narodzoną chrześcijanką, wstąpiła do kościoła ewangelicznego i na dobre porzuciła świecką muzykę. Z powodu zażywania narkotyków od lat 90. chorowała na niewydolność nerek i poddawano ją dializie. Zmarła 15 lutego 2016 w wieku 57 lat w Fremont w Kalifornii. Przyczyną śmierci była niewydolność nerek oraz choroba jamy brzusznej.

## Filmografia
| Rok  | Tytuł filmu                                        | Rola               | Reżyser                       |
| ---- | -------------------------------------------------- | ------------------ | ----------------------------- |
| 1980 | Gorączka złota w Klondike (Klondike Fever)         | tancerka w tle     | Peter Carter                  |
| 1980 | Terror w pociągu                                   | Merry              | Roger Spottiswoode            |
| 1985 | Ostatni smok (The Last Dragon)                     | Laura Charles      | Michael Schultz               |
| 1986 | Ostra rozgrywka (52 Pick-Up)                       | Doreen             | John Frankenheimer            |
| 1986 | Never Too Young to Die                             | Danja Deering      | Gil Bettman                   |
| 1987 | Złudzenie (Deadly Illusion)                        | Rina               | Larry Cohen, William Tannen   |
| 1988 | Szalony Jackson (Action Jackson)                   | Sydney Ash         | Craig R. Baxley               |
| 1990 | Wspomnienia o morderstwie (Memories of Murder, TV) | Carmen             | Robert Lewis                  |
| 1991 | Neon City                                          | Reno               | Monte Markham                 |
| 1993 | Śmierć przychodzi nocą (South Beach)               | Jennifer Derringer | Fred Williamson, Alain Zaloum |
| 1993 | Pogromca zła (Da Vinci’s War)                      | Lupe               | Raymond Martino               |
| 1997 | Kiss of Death                                      | Blair              | Andrei Feher                  |

| Rok  | Tytuł serialu TV                                     | Rola            | Odcinek                                |
| ---- | ---------------------------------------------------- | --------------- | -------------------------------------- |
| 1987 | Mike Hammer Mickeya Spillane’a (The New Mike Hammer) | Holly           | „Green Lipstick”                       |
| 1987 | Policjanci z Miami (Miami Vice)                      | Ali Ferrand     | „By Hooker By Crook”                   |
| 1988 | T and T (T. and T.)                                  | K.C. Morgan     | „A Secret No More”                     |
| 1989 | Booker                                               | Tina Maxwell    | „Deals and Wheels: Part 1”             |
| 1989 | Friday the 13th                                      | Angelica        | „The Secret Agenda of Mesmer's Bauble” |
| 1991 | Opowieści z krypty (Tales from the Crypt)            | Kathrine        | „Dead Wait”                            |
| 1991 | Żar tropików (Sweating Bullets)                      | Maria           | „Mafia Mistress”                       |
| 1992 | Jedwabne pończoszki (Silk Stalkings)                 | Chantel         | „Powder Burn”                          |
| 1992 | Lady Boss (miniserial TV)                            | Mary Lou Morley |                                        |
| 1992 | Nieśmiertelny (Highlander: The Series)               | Rebecca Lord    | „Revenge Is Sweet”                     |
| 1993 | Countrowiecke                                        | Sandra          | „Muerte”                               |